# زبان کاراییم
زبان کاراییم از زبان‌های ترکی ممزوج با عبری رایج در کریمه است. این زبان توسط اقلیتی به نام کاراییم‌ها (کارائیتی‌های کریمه) (en:Crimean Karaites) و مدافعان قلعه جزیره تراکای تکلم می‌شود.